# Nikon D4
Nikon D4 är en  fullformat digital systemkamera från Nikon, och är efterträdare till Nikon D3s. Nikon D4 har en 16,2 megapixels sensor.